# Resurrexión
Resurrexión es el primer álbum de la banda Moderatto editado y vendido en México en el 2001; supuestamente este álbum es recopilatorio de éxitos, pero en realidad es de versiones de canciones de pop de los 80s.

## Listado de canciones
| Resurrexión |                              |                                                             |                             |          |  |
| N.º         | Título                       | Escritor(es)                                                | Originalmente por:          | Duración |  |
| 1.          | «Bienvenidos»                |                                                             | Miguel Ríos                 |          |  |
| 2.          | «Márchate ya»                |                                                             | Miguel Bosé                 |          |  |
| 3.          | «Dame un beso»               |                                                             | Yuri                        |          |  |
| 4.          | «Chaperona» (My Sharona)     | Doug Fieger                                                 | The Knack                   |          |  |
| 5.          | «No me canso de rockear»     |                                                             | Gary Glitter                |          |  |
| 6.          | «Quiero rock and roll»       | Alan Merrill y Jake Hooker                                  | Joan Jett & The Blackhearts |          |  |
| 7.          | «La mujer que no soñé»       |                                                             | Ricardo Arjona              |          |  |
| 8.          | «Quiero rock»                | Alejandro Monroy, Claudio Villa, Julio Seijas               | Menudo                      |          |  |
| 9.          | «Isabel»                     | Luis Miguel Gallego Basteri, J. R. García Flórez, J. Giralt | Luis Miguel                 |          |  |
| 10.         | «Agárrense de las manos»     | José María Chema Purón                                      | José Luis Rodríguez El Puma |          |  |
| 11.         | «Ghostbusters» (al revés)    |                                                             |                             |          |  |
| 12.         | «Villa coapa» (Unskinny Bop) |                                                             | Poison                      |          |  |

## Greatest Hits
Este álbum salió en el 2005, son las mismas canciones que Resurrexión, sólo que incluye dos versiones de Márchate ya en alemán y en japonés. Además de Villa coapa.